# Sitecom
Sitecom Europe Bv. is een Nederlandse producent van consumentenelektronica, gespecialiseerd in netwerkapparatuur. Daarnaast produceert het bedrijf andere randapparatuur voor pc's. Sitecom is in 1998 opgericht in Rotterdam en heeft buiten Nederland kantoren in onder andere Duitsland, Italië en Spanje.